# Mont Sainte-Odile
Il Mont Sainte-Odile (Monte di Santa Ottilia, Odilienberg in tedesco) s'innalza a 764 metri s.l.m. nel territorio del comune alsaziano di Ottrott, nella regione francese del Grande Est, dipartimento del Basso Reno. Esso fa parte della catena montuosa dei Vosgi. Sulla sua sommità si erge l'abbazia di Hohenbourg (o abbazia di Santa Ottilia).

## Natura

### Geologia

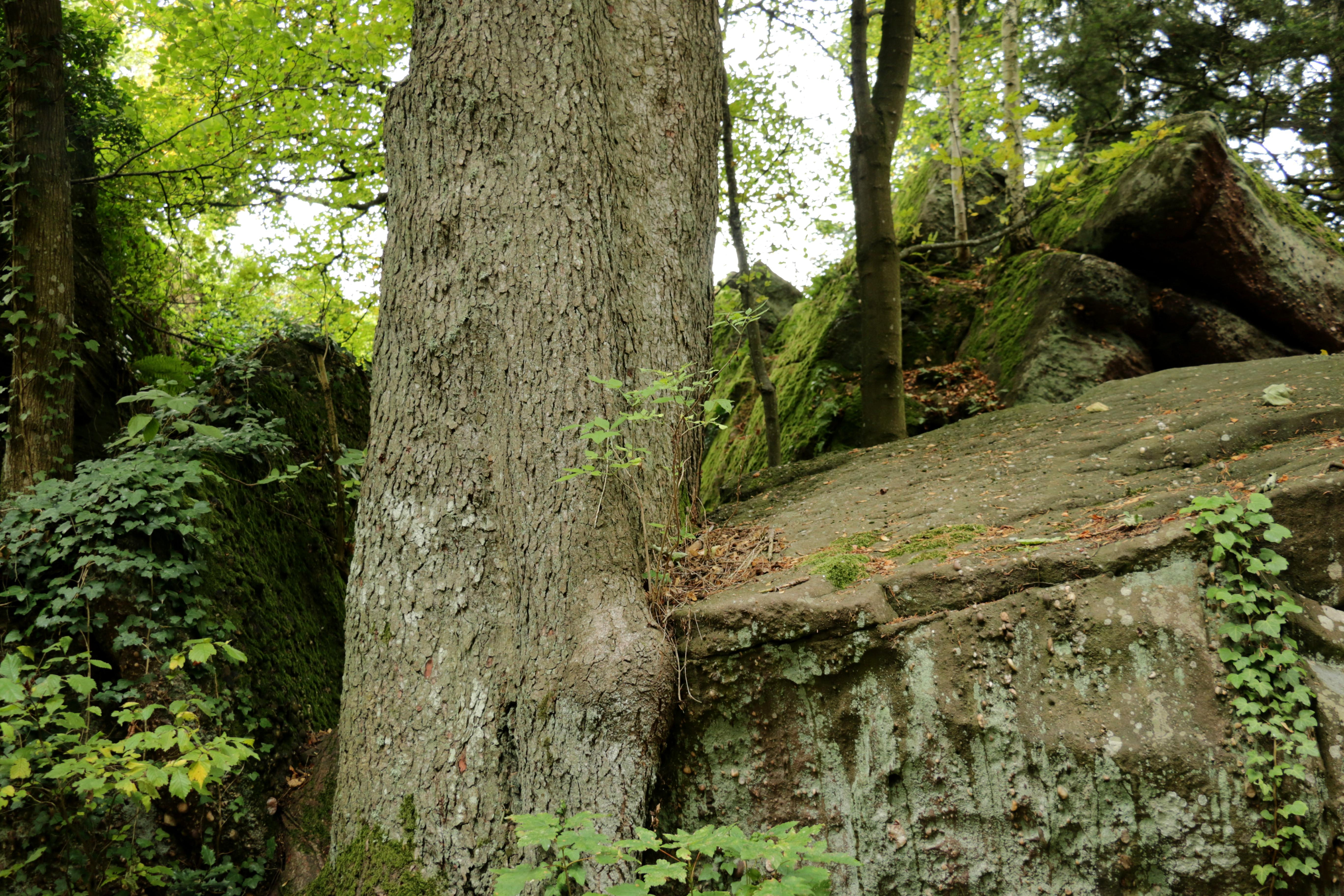
Rocce di arenaria variegata sul monte di santa Ottilia

La geologia del Mont Sainte-Odile è formata per molti metri di altezza di rocce di arenaria variegata.

### Flora

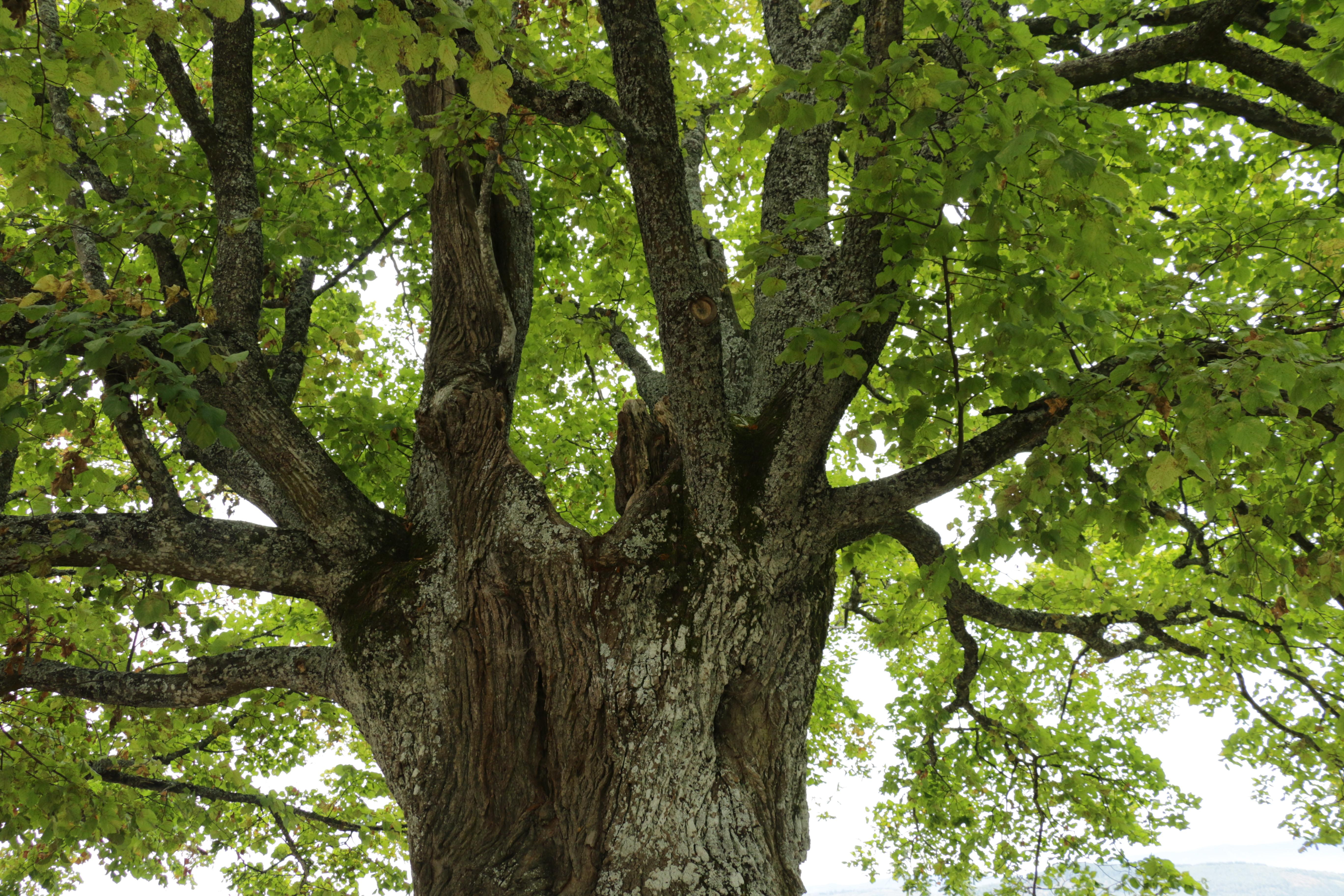
Vecchio tiglio sul Mont Sainte-Odile

Mont Sainte-Odile è soprattutto coperto da boschi; vi prevalgono querce e pini silvestri. Qua e là il bosco è anche formato da vecchi abeti bianchi. Nella zona dell'abbazia sono rimasti vecchi tigli.

## Storia

### Il muro dei pagani

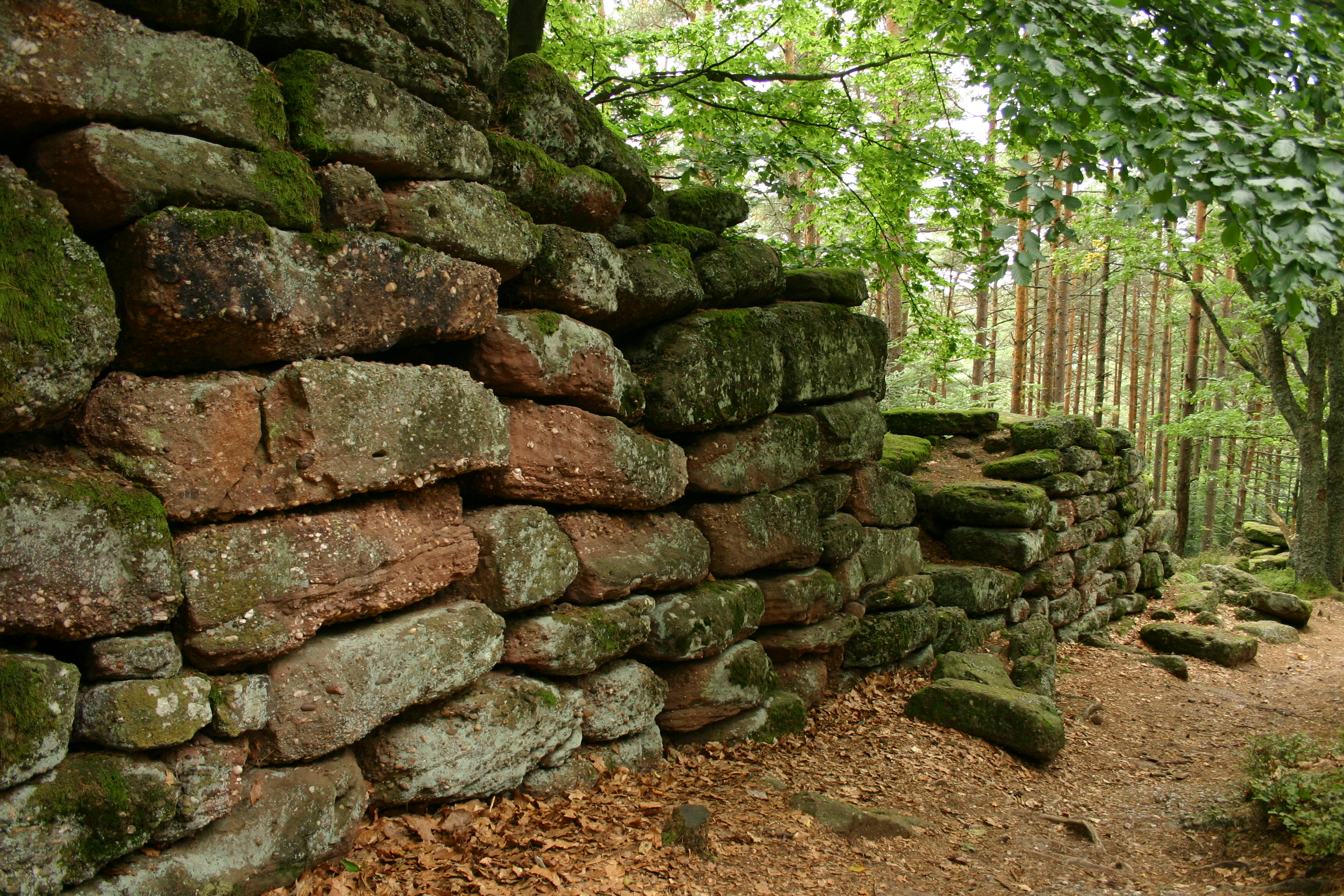
Il muro dei pagani

Sul versante del monte si trova il cosiddetto "muro dei pagani" (mur païen, in lingua francese), un muro difensivo lungo 10 km, che a lungo venne ritenuto risalente alla preistoria. Recenti ricerche, basate sulla dendrocronologia e sul metodo del carbonio-14 di graffe in legno di quercia, con le quali le pietre del muro erano trattenute, hanno datato queste ultime senza dubbi all'ultimo quarto del VII secolo o all'inizio del successivo, eventualmente provenienti da una fase di restauro, quindi una creazione così tardiva, in periodo cristiano e non pagano, non era mai fino ad ora stata presa seriamente in considerazione.
Le datazioni importanti sono ancora aperte, un gruppo di esperti franco-tedesco si dedica alla valutazione di tutti i reperti. Nei passi previsti per le ricerche gli scavi dovrebbero portare ad ulteriori conoscenze sulle origini e sulle funzioni militari, civili o culturali del muro dei pagani.
Sul monte e nella regione si trovano numerose testimonianze celtiche. Vi è una torre risalente all'epoca romana.

### L'abbazia

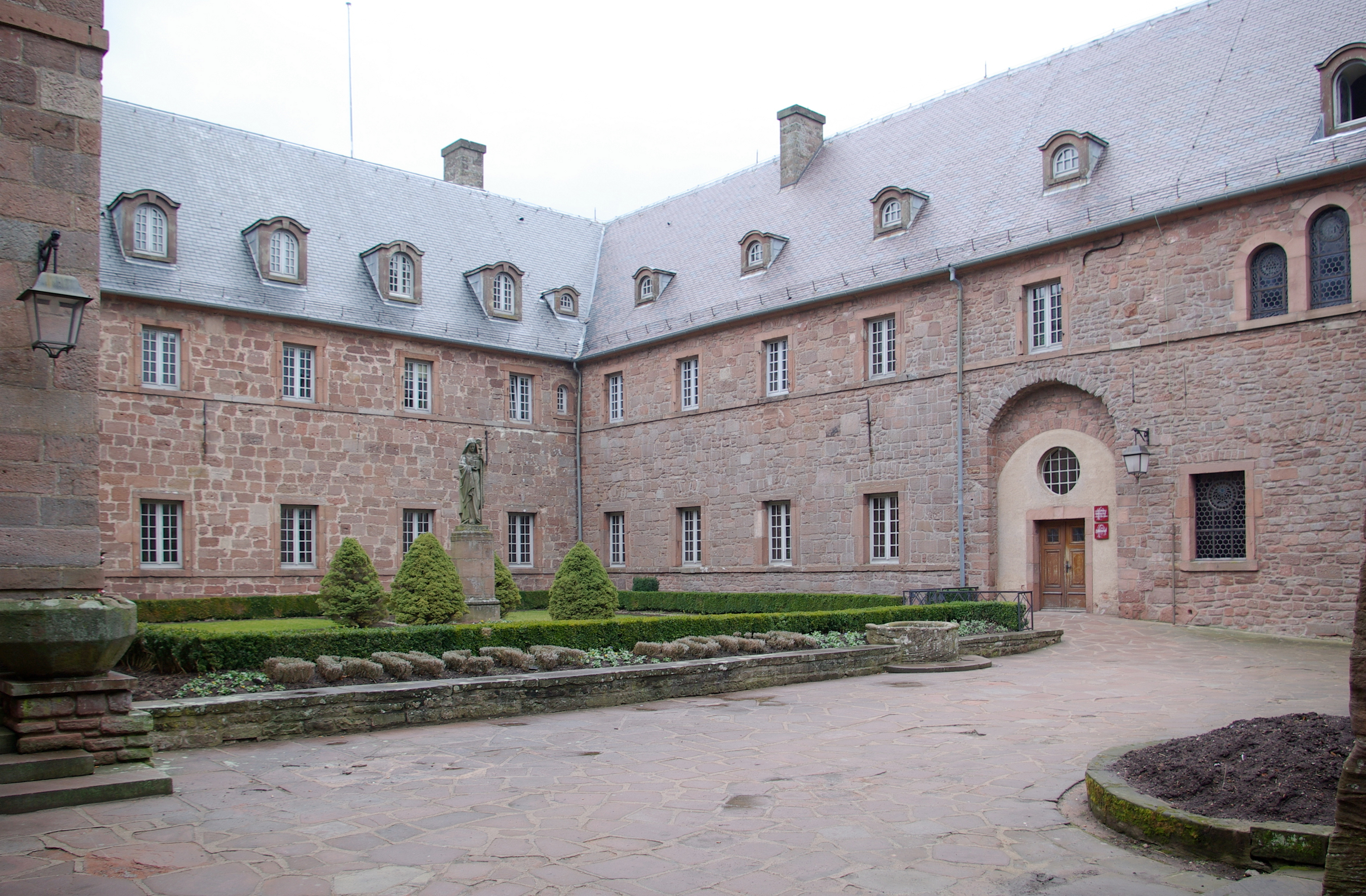
Corte dell'abbazia

L'abbazia fu fondata nel VII secolo da santa Ottilia, una delle figlie del duca della contea d'Alsazia Eticone, alla quale il padre fece dono della struttura, posta in cima al monte. Dopo la morte della fondatrice dell'abbazia, che fu utilizzata nel medioevo come abbazia femminile, il monte prese il nome della santa. Essa divenne presto meta di pellegrinaggi.
Dopo la parentesi rivoluzionaria l'abbazia fu riscattata nel 1853 dal vescovo di Strasburgo, Andreas Räß e i pellegrinaggi ripresero. Poco dopo nell'abbazia subentrarono i francescani e oggi è un convento delle Sorelle della Santa Croce.
Del nuovo edificio abbaziale, eretto in stile romanico nel XII secolo sono rimasti pochi resti. A questi appartengono la Cappella della Croce nel chiostro con la robusta colonna centrale, che sostiene la volta a crociera e le cappelle delle Lacrime e degli Angeli, entrambe ultime dell'anello intorno alla Cappella del chiostro.

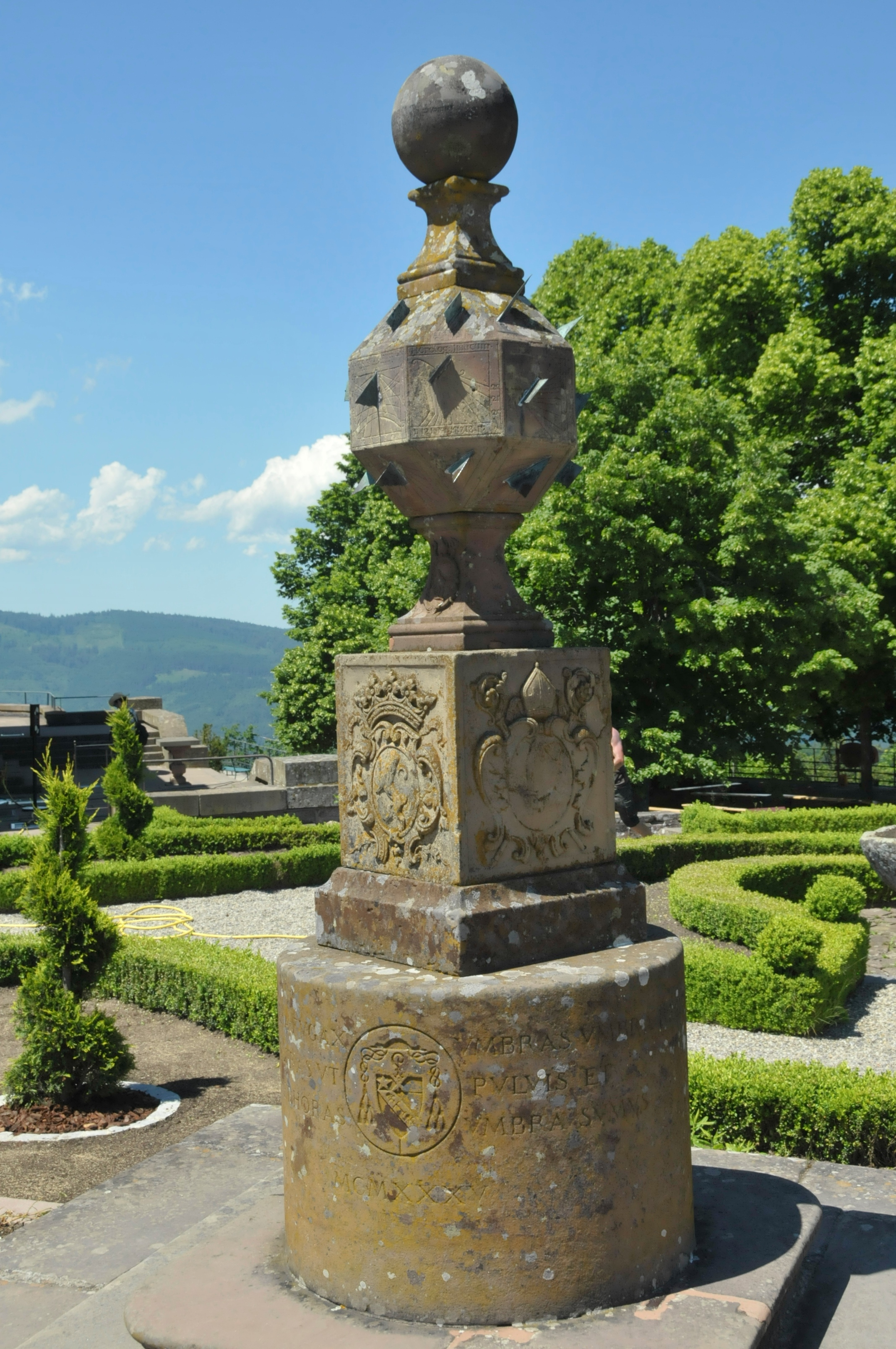
L'orologio solare

Nell'ala settentrionale del chiostro rimane ancora un pilastro con un'immagine del XII secolo che rappresenta l'originale donazione del duca Eticone alla figlia Ottilia (a sinistra), la dedicazione dell'abbazia da parte delle badesse Relinda e Herrad (a destra) del santo vescovo Leodegario di Autun sul davanti.
Oggi il Monte santa Ottilia è uno dei più importanti luoghi di pellegrinaggio dell'Alsazia.

## Varie

### Sorgenti
All'interno dell'abbazia sgorga in una grotta una sorgente, che originariamente è stata attribuita a santa Ottilia. Secondo la leggenda ella colpì la roccia con il suo bastone da passeggio, per aiutare il lebbroso, che, stanco, si riposava colà. Così fu generata la sorgente. Essa, della cui acqua Tu vai avanti, come le deboli si dice che guarisca le malattie degli occhi, prende il nome da santa Ottilia.

### L'orologio solare
L'orologio solare fu ideato nel XVIII secolo dai monaci dell'abbazia cistercense di Neuburg. Essa ha la caratteristica unica al mondo di mostrare non solo l'ora solare locale, bensì anche quella italiana, quella babilonese antica, come quella di diverse regioni della terra. Il basamento dell'orologio installato nel 1935 nell'abbazia contiene da un lato lo stemma di monsignor Ruch, che fu vescovo di Strasburgo, e sull'altro lato la scritta in lingua latina: «Tu vai innanzi come le deboli ombre delle nostre ore mostrano. Noi siamo solo polvere e ombra.» Sotto la data dello spostamento al monte di santa Ottilia, 1935. Sulla parte posteriore l'origine della meridiana: «Dalle rovine di Neuburg».

### Dintorni

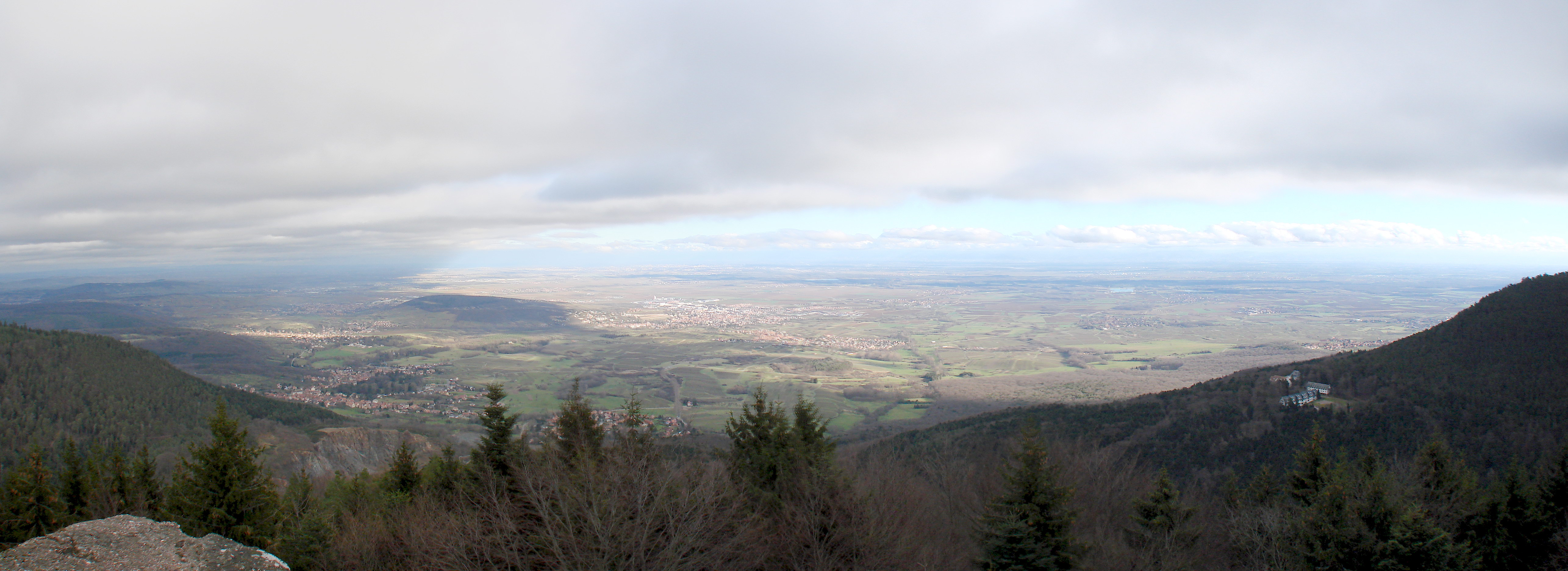
Veduta dal Monte di santa Ottilia verso est sulla pianura del Reno

Il massiccio del Monte di santa Ottilia è delimitato a sud da diverse rocce di arenaria variegata. Su di esso vi sono inoltre molte rovine di rocche: Birkenfels, Dreistein, Hagelschloss, Landsberg, i castelli di Ottrott Lützelburg e Rathsamhausen. Ai piedi del monte si trovano anche i resti dell'abbazia di Niedermünster. Come rifugio per i pellegrini vi è anche il monastero di Truttenhausen.

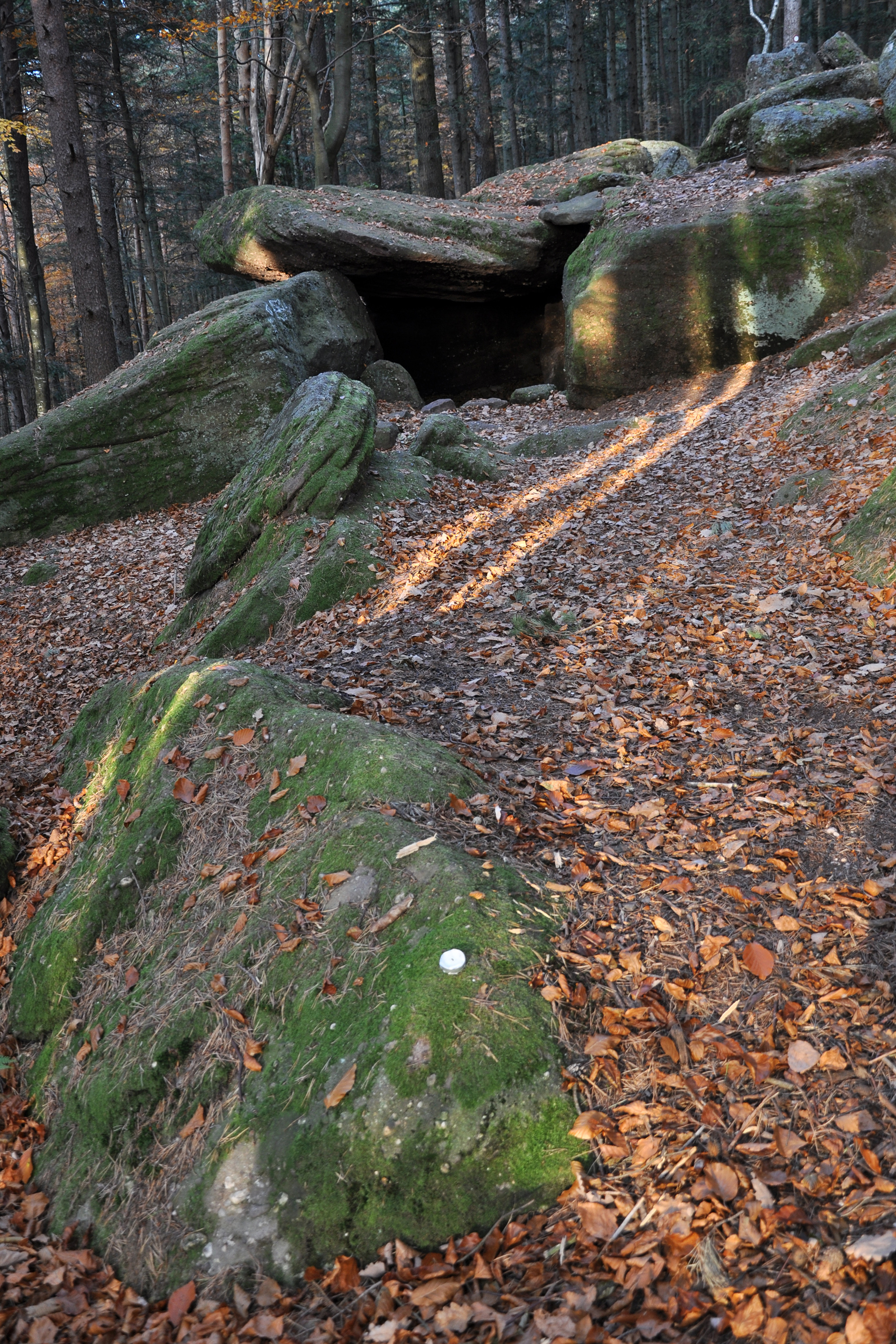
Grotta dei Druidi nel Muro dei pagani.